# HCalendar
hCalendar（HTML iCalendar的縮寫）是一種微格式標準，它采用iCalendar格式，以語義(X)HTML的形式，在網頁上表示一個事件的日曆信息。

## 例子
考慮下面這個例子：
```
　首屆中文維基年會
　於2006年8月26日至27日
　在香港舉行。
（更多信息）

```

使用HTML標記語言，形式如下：
```

<p>
　首屆中文維基年會
　於2006年8月26日至27日
　在香港舉行。
　（<a href="http://zh.wikipedia.org/wiki/Wikipedia:2006年中文維基年會">更多信息</a>）
</p>

```

我們可以使用HTML元件中的span和類中的vevent、summary、dtstart（開始日期），dtend（結束日期），location和url，將hCalendar標記語言加入其中。示意如下：
```

<p class="vevent">
　<span class="summary">首屆中文維基年會</span>
　於<abbr class="dtstart" title="2006-08-26T14:00:00+06:00">2006年8月26日</abbr>
　至<abbr class="dtend" title="2006-08-27T16:00:00+06:00">27日</abbr>
　在<span class="location">香港</span>舉行。
　（<a class="url" href="http://zh.wikipedia.org/wiki/Wikipedia:2006年中文維基年會">更多信息</a>）
</p>

```

注意：abbr元件在表示開始結束時間時，要包含機器可讀的ISO 8601的日期時間格式。